# Campionat del món de ciclocròs amateur
El Campionat del món de ciclocròs amateur va ser una de les curses ciclistes que foraren part dels Campionats del món de ciclocròs entre 1967 i 1993. La cursa era organitzada per la Unió Ciclista Internacional i es disputà anualment en un país diferent al final de la temporada de ciclocròs.

## Palmarès
| Any  | Or                  | Plata                     | Bronze               |
| 1967 | Michel Pelchat      | Julien Van Den Haesevelde | Peter Frischknecht   |
| 1968 | Roger De Vlaeminck  | Peter Frischknecht        | Cock Van Der Hulst   |
| 1969 | René De Clercq      | Roger De Vlaeminck        | Robert Vermeire      |
| 1970 | Robert Vermeire     | José María Basualdo       | Norbert Dedeckere    |
| 1971 | Robert Vermeire     | Dieter Uebing             | Jacques Spetgens     |
| 1972 | Norbert Dedeckere   | Milos Fisera              | Wolfgang Renner      |
| 1973 | Klaus-Peter Thaler  | Robert Vermeire           | Ekkehard Teichreber  |
| 1974 | Robert Vermeire     | Klaus-Peter Thaler        | Ekkehard Teichreber  |
| 1975 | Robert Vermeire     | Klaus-Peter Thaler        | Gerrit Scheffer      |
| 1976 | Klaus-Peter Thaler  | Robert Vermeire           | Ekkehard Teichreber  |
| 1977 | Robert Vermeire     | Ekkehard Teichreber       | Voitek Cervinek      |
| 1978 | Roland Liboton      | Gilles Blaser             | Karl-Heinz Helbling  |
| 1979 | Vito Di Tano        | Hennie Stamsnijder        | Ueli Müller          |
| 1980 | Fritz Saladin       | Andrzej Makowski          | Grzegorz Jaroszewski |
| 1981 | Milos Fisera        | Grzegorz Jaroszewski      | Paul De Brauwer      |
| 1982 | Milos Fisera        | Radomir Šimůnek           | Ueli Mülleruwer      |
| 1983 | Radomir Simunek     | Werner Van Der Fraenen    | Petr Klouček         |
| 1984 | Radomir Simunek     | Miroslav Kvasnicka        | Frank van Bakel      |
| 1985 | Mike Kluge          | Beat Schumacher           | Bruno D'Arsie        |
| 1986 | Vito Di Tano        | Ivan Messelis             | Ludo De Rey          |
| 1987 | Mike Kluge          | František Klouček         | Roman Kreuziger      |
| 1988 | Karel Camrda        | Roger Honegger            | Henrik Djernis       |
| 1989 | Ondrej Glazja       | Radomir Simunek           | Roger Honegge        |
| 1990 | Andreas Büsser      | Miroslav Kvasnicka        | Thomas Frischknecht  |
| 1991 | Thomas Frischknecht | Henrik Djernis            | Daniele Pontoni      |
| 1992 | Daniele Pontoni     | Dieter Runkel             | Thomas Frischknecht  |
| 1993 | Henrik Djernis      | Ralph Berner              | Daniele Pontoni      |

## Medaller
| Posició | País           | Or | Plata | Bronze | Total |
| 1       | Bèlgica        | 9  | 6     | 4      | 19    |
| 2       | Txecoslovàquia | 6  | 6     | 3      | 12    |
| 3       | Alemanya       | 4  | 5     | 4      | 13    |
| 4       | Suïssa         | 3  | 5     | 8      | 16    |
| 5       | Itàlia         | 3  | 0     | 2      | 5     |
| 6       | Dinamarca      | 1  | 1     | 1      | 3     |
| 7       | França         | 1  | 0     | 0      | 1     |
| 8       | Polònia        | 0  | 2     | 1      | 3     |
| 9       | Països Baixos  | 0  | 1     | 4      | 5     |
| 10      | Espanya        | 0  | 1     | 0      | 1     |
| Total   | Total          | 27 | 27    | 27     | 81    |